# 통제파
통제파(일본어: 統制派)는 권위주의적 자본주의와 입헌군주제의 유지 또는 강화를 주장했던 일본 제국 육군의 파벌이다.
천황친정의 강화나 재벌규제 등 정치에 대한 깊은 불만・관여를 통해 결성되었다. 황도파에 비해 군내의 법률통제 (문민통제의 존중・견지)의 의미로부터 통제파라는 이름이 붙었다. 황도파의 중심 인물인 아라키 사다오(荒木貞夫)가 육군상에 취임하자 이누카이 내각시에 단행되었던 노골적인 황도파 인사 임명에 반발한 육군 중견층이 결집한 파벌로 알려져 있지만, 황도파와 같이 명확한 리더나 지도 체계가 존재하지 않고, 초기의 중심 인물인 나가타 데쓰잔(永田鉄山)도 군내에서의 파벌 행동은 부정적으로 생각하고 있어 비황도파가 곧 통제파로 여겨지기도 한다. 다만, 나가타 사망 이후 통제파의 중심 인물이 된 도조 히데키(東條英機)나 이시와라 간지(石原莞爾) 등의 행동이나 주장이 그대로 통제파의 주장으로 된 것도 많다.
2·26 사건에 실패・좌절한 황도파의 세력 약화나 세계의 열강 각국에서의 집산주의 대두 외, 세계 공황에 대해 유효성을 나타낸 블록 경제에의 선망이 나타나면서 당초의 결성 목적・본분으로부터 천천히 빗나가 합법적으로 정부에 압력을 가하거나 지론에 맞지 않는 정부의 외교 정책에 대해 "통수권 침범"을 방패로 공공연히 비협력적인 태도・행동을 취하는 군벌로 변해갔다. 혁신 관료와의 연결을 가지는 군내의 근대파로, 근대적인 군비나 생산 기구의 정비에 근거하는 총력전에 대응한 고도국방국가를 구상했다.

## 같이 보기
- 황도파
- 만주파 (일본) (일본제국 육군내 파벌)
- 조슈벌(長州閥)
- 궁성 사건
- 일본의 가장 긴 하루 (영화)
- 나가타 데쓰잔
- 도조 히데키
- 이시하라 간지
- 중일 전쟁
- 태평양 전쟁